# Pokolj u Vagancu 9. listopada 1991.
Pokolj u Vagancu je bio ratni zločin kojeg su počinile velikosrpske postrojbe za vrijeme Domovinskog rata 9. listopada 1991. u selu Vagancu (Gornjem i Donjem) u Lici, u plitvičkom kraju, selu miješanog narodnosnog sastava (Hrvati i Srbi).
U ovom ratnom zločinu srpske su paravojne postrojbe ubile 9 starijih osoba.: 
- Kata Lucija Bilen - Kaćuna 84. godina
- Manda Čančar - Mandić 85. godina
- Dane Jandrić - Danić 80. godina
- Milka Kukuruzović - Milkača 80. godina
- Mara Kukuruzović - Krekuša 80. godina
- Rojka Mikuljan 80. godina
- Jelka Mikuljan - Strina 86. godina
- Stipe Kukuruzović 55. godina (ubijen 10. listopada 1991)

## Tijek događaja
Nacionalno mješoviti plitvički kraj, gdje živi hrvatsko i srpsko stanovništvo našlo se jeseni 1991. godine izravnom agresijom velikosrpske paravojne vojske. Kad je Hrvatska 8. listopada 1991., po isteku moratorija na proglašenje neovisnosti, svijetu i Srbiji objavila saborsku rezoluciju o razrješenju svih državnopravnih sveza s ostalim republikama i pokrajinama SFRJ, pobunjeni hrvatski Srbi sproveli su odmazdu nad lokalnim hrvatskim stanovništvom. Vaganac su zasuli granatama i pretvorili ga u buktinju, a nakon toga krenuli s čišćenjem terena.
8. listopada bio je topnički pa pješački napad. Komunikacije sa selima Vagancem i Drežnikom bile su odsječene, a na obližnje slobodno hrvatsko ozemlje svaku malo stizale su glasine o tome da Srbi pale Vaganac. Kasnih večernjih sati na slobodni dio došle su kolone prognanika raznim vozilima iz Drežnika, Rakovice i Vaganca, a sudbina Slunja i okolice nepoznata je.
Svjedok je zapisao da je oko 7 sati 15 tenkova navalilo je na Vaganac. Veliki tenkovski napad bio je i iz smjera Plitvica na Selište, Grabovac i Drežnik. Vaganački su branitelji donekle uspjeli oduprijeti se napadu, onesposobivši velikosrpski tenk. Budući da su imali samo lako pješačko oružje, nisu se mogli dugo odupirati tenkovskom napadu. Unatoč nesrazmjernoj naoružanosti, tenkovski i pješački napad zadržali su do večeri. Večeri 8. listopada žene i starci pošli su se povlačiti prema Kukuruzovića pećini gdje su se sklonili. No, tenk od škole gađao ih je i u tom dijelu sela. Vagančani su se nastavili povlačiti klancem Korane prema Drežniku po noći i pod žestokom paljbom mitraljeza, svijetlećih metaka i topovskih granata. Starci se teško kretali, često posrćući, no nalazeći snage za dići se i nastaviti dalje. Dotad su velikosrpski agresori tenkovskim granatama razarali kuće po Vagancu. Dio hrvatskih policajaca povukao se s narodom prema Sadilovcu i Drežniku. Osmorica policajaca, branitelja sela, nestalo je i pretpostavlja se da su pobjegli prema Bosni. S obzirom na to da je to područje izvan srpskih razaračkih napada, ali pod njihovom kontrolom, postoji bojazan da je dio tih hrvatskih policajaca ubijen ili zarobljen.
Kratkotrajno primirje navečer poslužilo je velikosrpskom agresoru za pregrupiranje snaga. Rano ujutro nekoliko autobusa naroda stiglo je iz Vaganca, Drežnika, Rakovice u Slunj. Iz sela odakle su otišli svjedoci govore pogromu, paljenju kuća, masakru.
Ono što velikosrpski agresori nisu uništili prošle noći, nastavili su sljedećeg dana. Išli su od kuće do kuće, da nikoja ne bi promakla razaranju. Ako je bila drvena, palili su ju, a ako je bila zidana razarali su ju tenkovskom paljbom. Selo je sravnjeno sa zemljom. Izvjesno je da je tad stradala starica Kata Bilen zvana Kaćuna, koja je bila gluha i gotovo slijepa. Živa je spaljena u kući. S obzirom na to kako su počinitelji znali vrlo dobro mnoge pojedinosti, sve ukazuje da su ovaj rušiteljski posao obavili domaći Srbi.
Osmero staraca su ubili i zapalili u njihovim domovima, a jednu staricu su zadavili i bacili u bunar (Jelku Mikuljan).
Ovaj se pokolj brzo pročuo. Na to je slunjski župnik inicirao akciju pa je nekoliko Vagančana pošlo tražiti nestale. Među sudionicima potrage bili su svećenik i časne sestre. Bili su u pratnji JNA. Tražitelji su došli u Vaganac koji su našli spaljenog i porušenog, no nestale nisu pronašli. Agoniji nije bio kraj. Tad su sudionici potrage i sami pali u ruke srpskim paravojnih postrojbam, koji su ih poslije mučili u Korenici i drugdje.

## Sankcije
Za pokolj u Vagancu i ratni zločin nad civilnim stanovništvom nitko nikad nije odgovarao (stanje 12. kolovoza 2020.).

## Vanjske poveznice
- HKV Što se događalo u Lici prije akcije Medački džep (članak iz Hrvatskog slova)
- Gornji Vaganac na fallingrain.html